# Soto (sopa)
Soto é uma sopa tradicional da culinária da Indonésia, composta de um caldo de carne com arroz ou spaghetti; é por vezes considerado o prato nacional da Indonésia, uma vez que se pode encontrar desde a Sumatra à Papua. 
Uma especialidade é o soto ayam,   um caldo de galinha aromatizado com açafrão-indiano, gengibre, alho, chalotas e daun-salam (conhecido como “louro-indonésio”, mas sem qualquer relação com o louro ocidental). A sopa leva ainda farrapos de galinha, repolho cortado muito fino e rebentos de soja e é ornamentada com chalotas caramelizadas e coentro fresco cortado; pode levar arroz ou spaghetti, ou ser servida com o arroz à parte. Outro acompanhamento pode ser um sambal, ou seja um chatni de tomate com malagueta e vinagre. Uma bebida servida frequentemente com soto é Sarsaparilla, um refresco que já foi popular no Ocidente nos anos 60 (em português, salsaparrilha) e que é produzido comercialmente em Yogyakarta (é importante recordar que a Indonésia é um país muçulmano).
O soto de carne bovina (soto daging ) não é muito diferente do de galinha, em termos de ingredientes, com exceção da carne que, por vezes, é servida fumada à parte. No entanto, a preparação é mais elaborada: a carne é fervida em fogo brando durante 3-4 horas, depois cortada em lâminas e frita com açúcar-de-palma; os condimentos restantes são semelhantes aos do soto de galinha. O sambal é preparado salteando a malagueta no caldo de carne.
Existem ainda muitas variedades locais ou regionais de soto, mas deve referir-se o soto babat, ou sopa de tripas indonésia. Novamente, os ingredientes e os acompanhamentos não são muito diferentes, com exceção da carne que, de acordo com a receita, nem leva muito tempo a cozer. 